# Sterculia foetida
Sterculia foetida är en malvaväxtart som beskrevs av Carl von Linné. Sterculia foetida ingår i släktet Sterculia och familjen malvaväxter. Inga underarter finns listade i Catalogue of Life.

## Bildgalleri

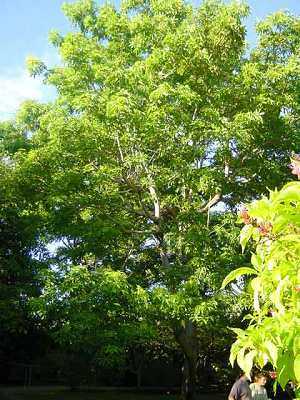
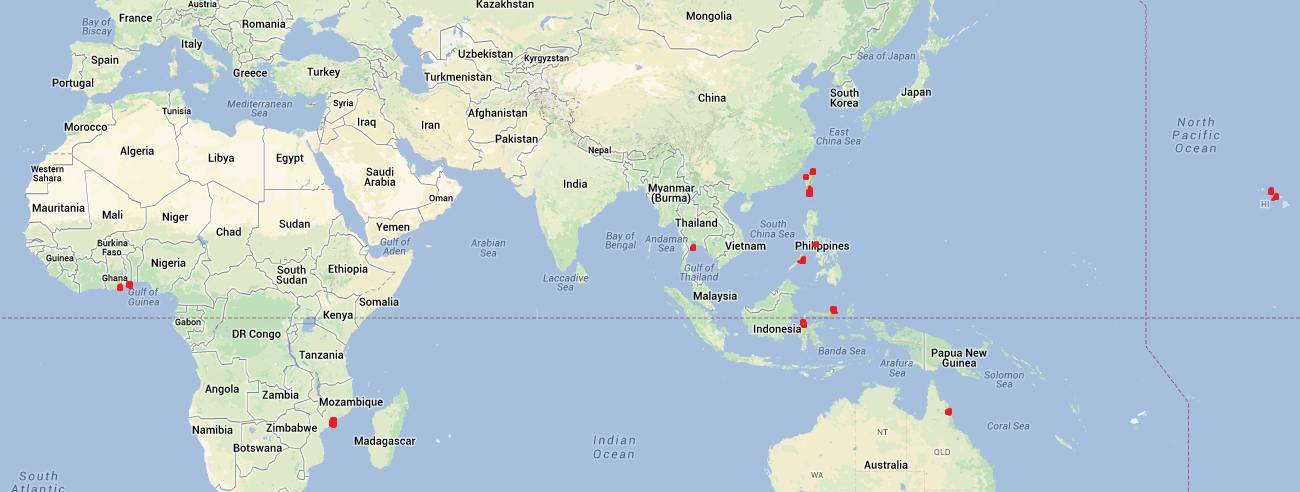
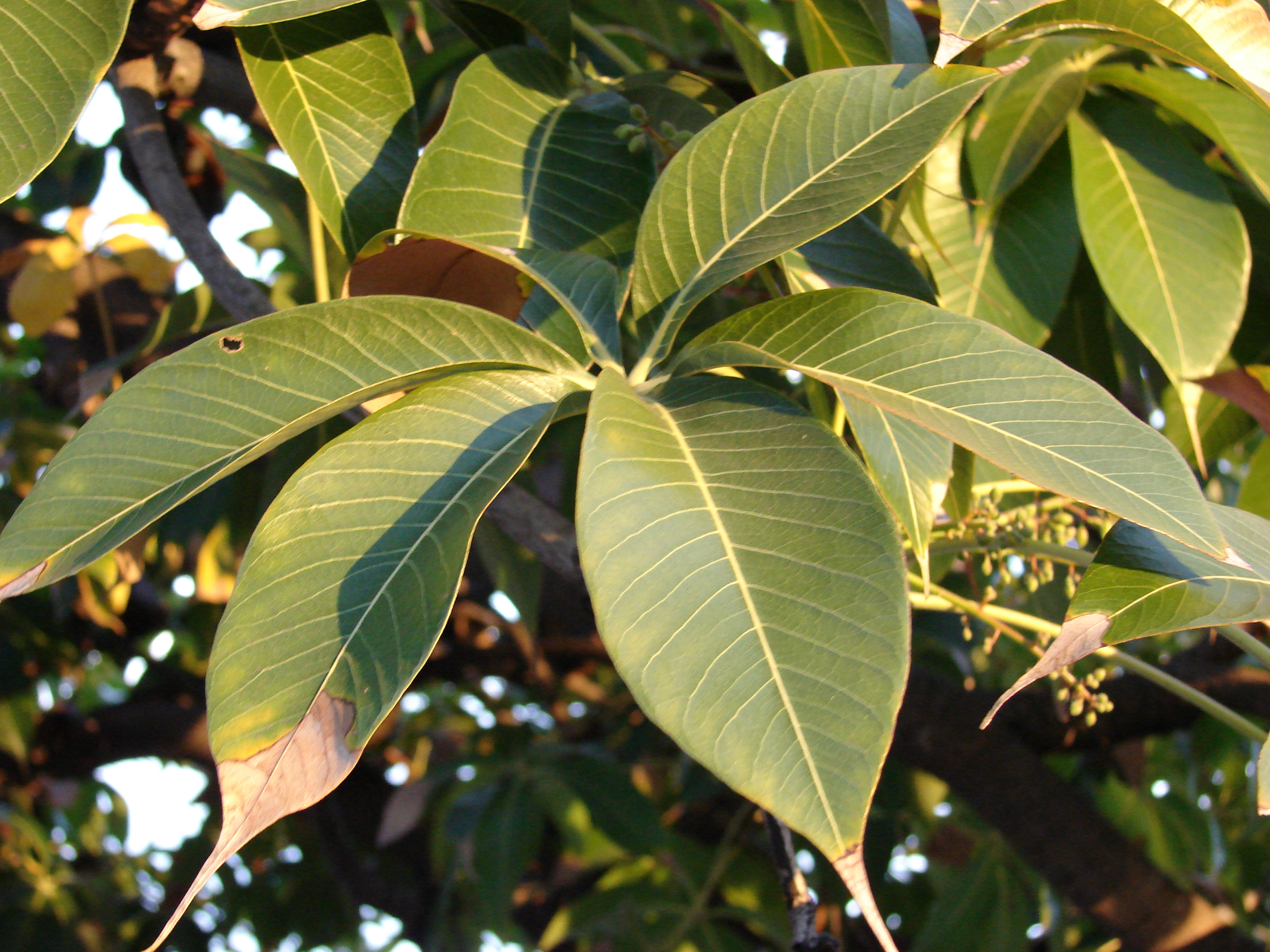
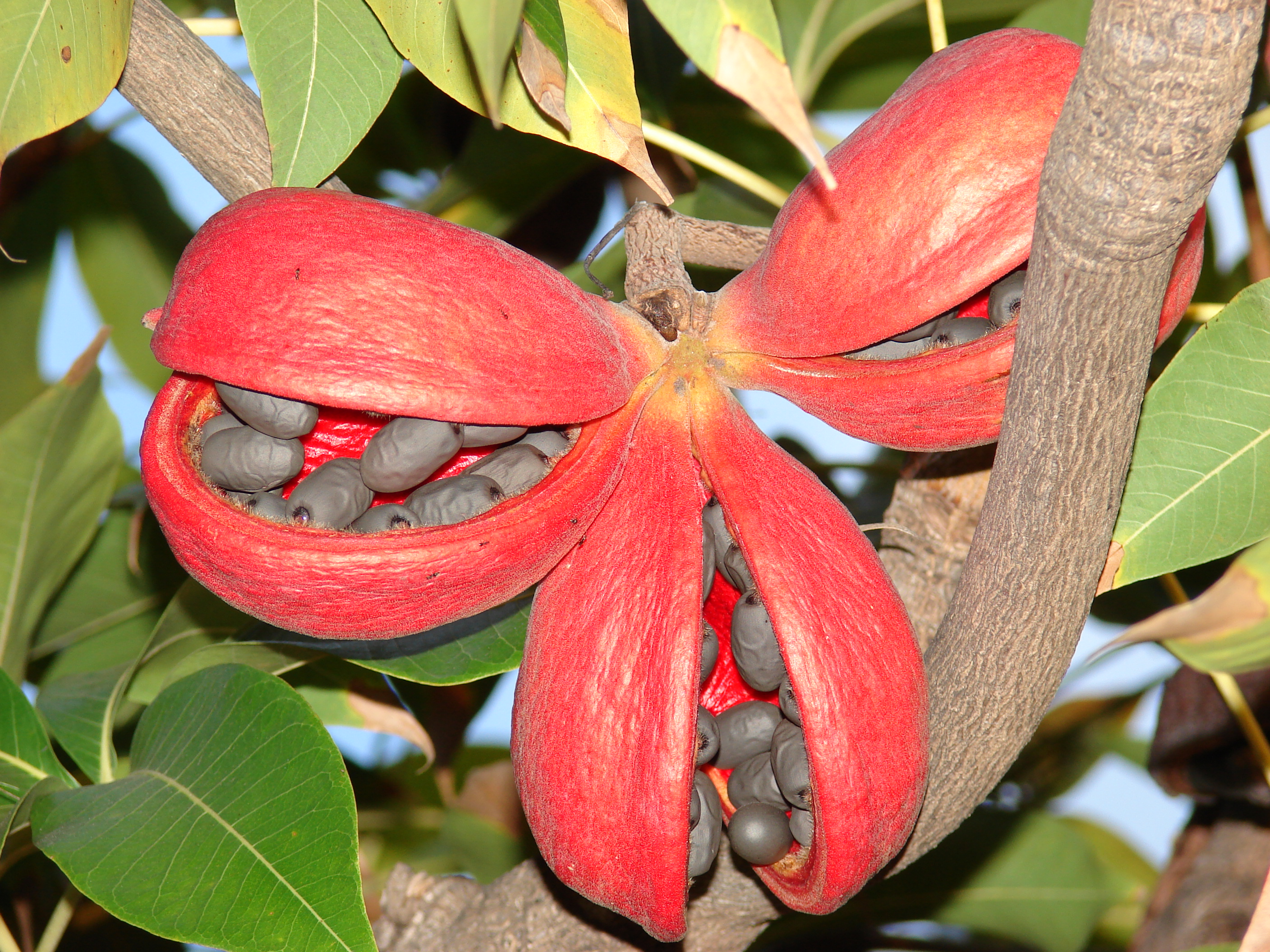
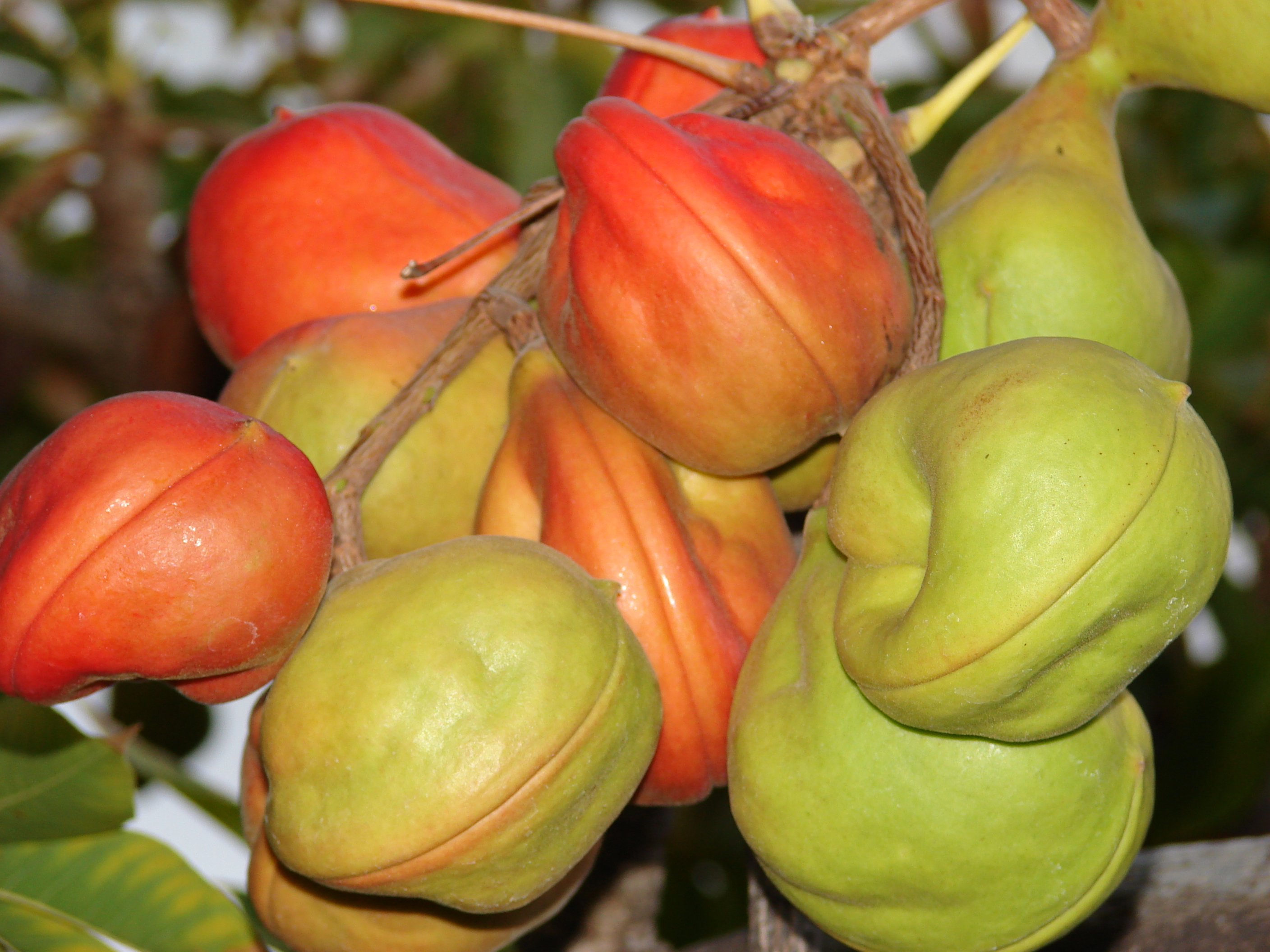
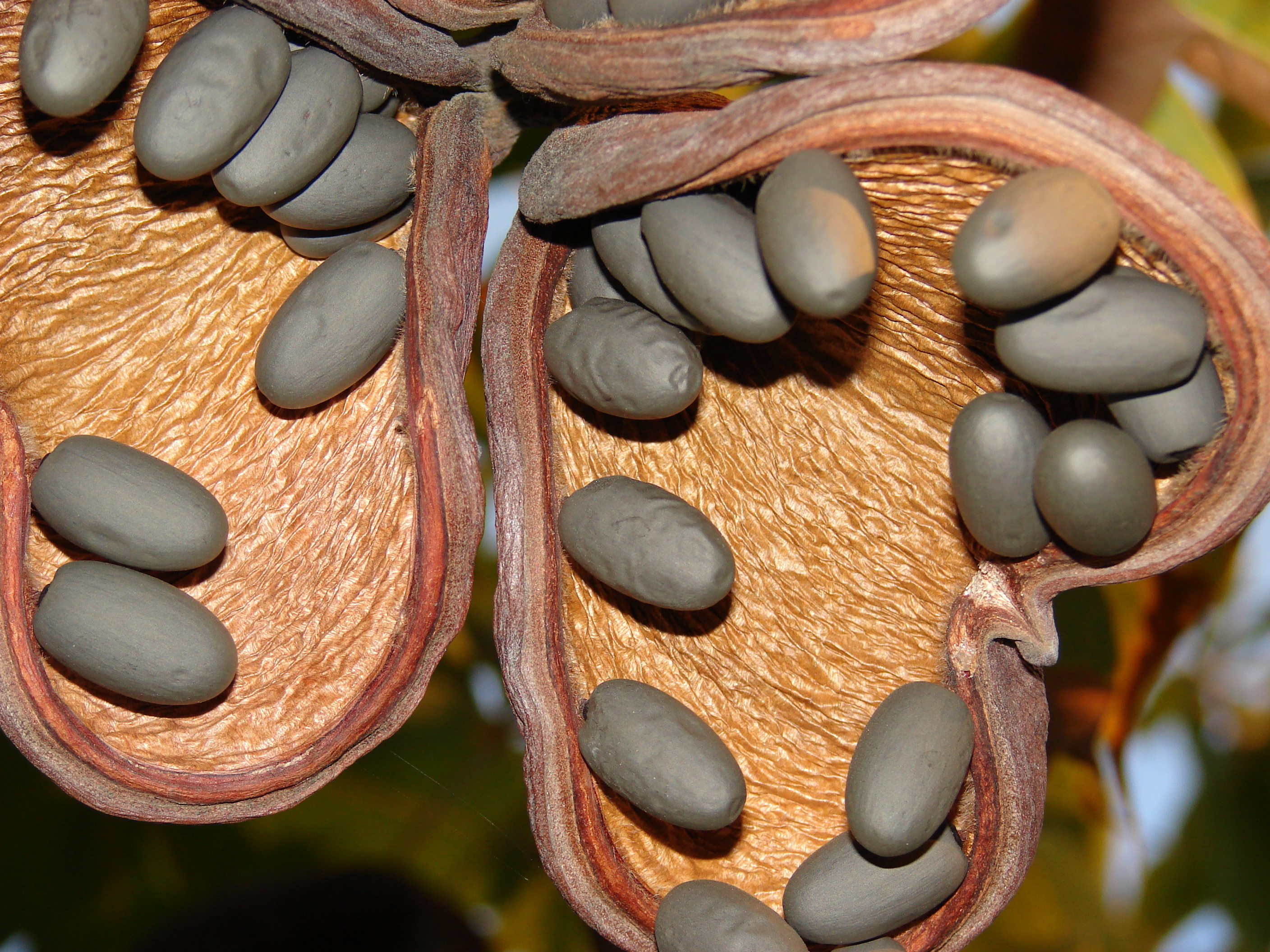
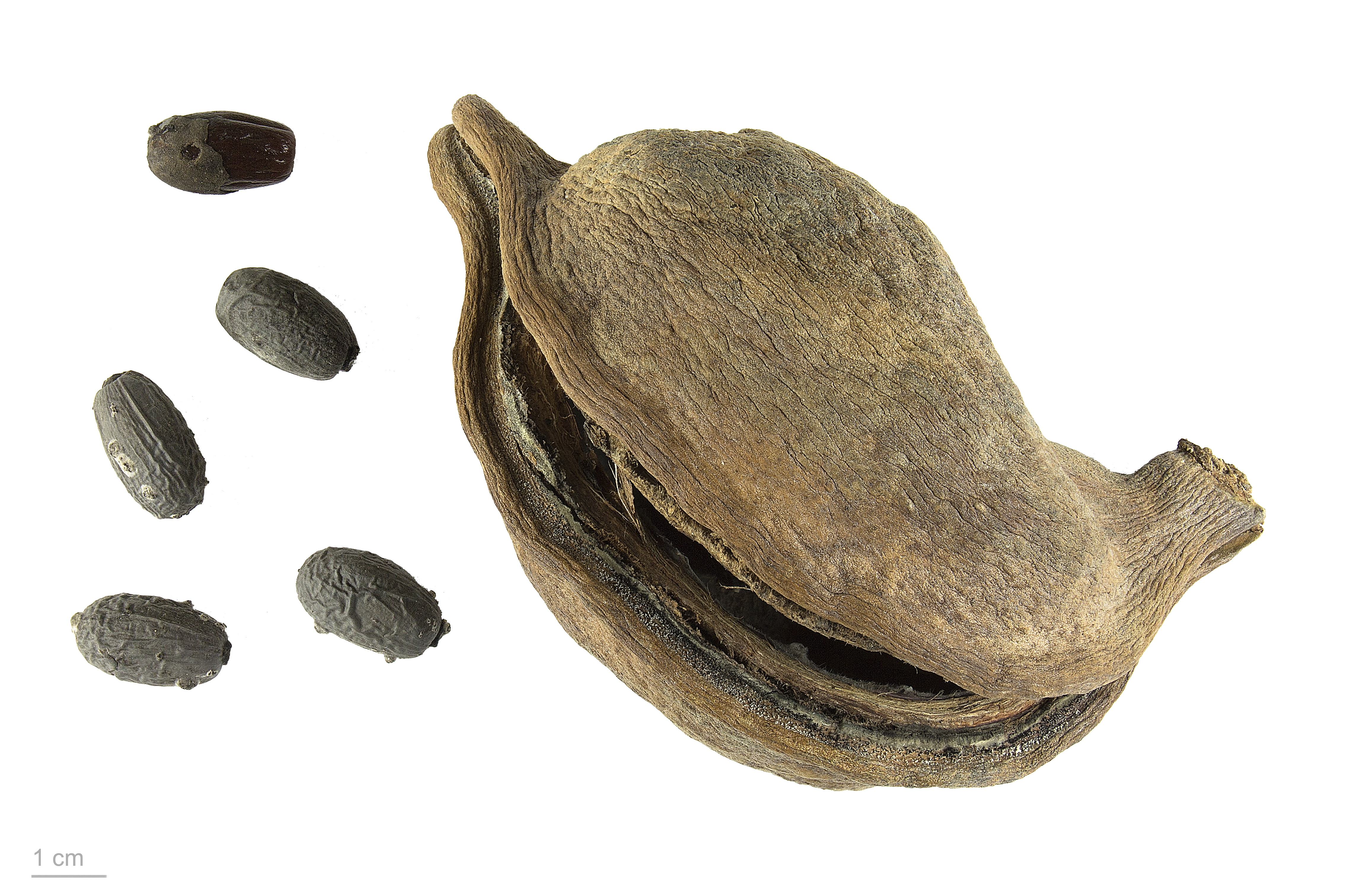
Sterculia foetida - Museum specimen